# Квемо-Ентелі
Квемо-Ентелі (груз. ქვემო ენთელი) — село в Грузії.
За даними перепису населення 2014 року в селі проживає 350 осіб.